# Lh-Schriften
Die lh-Schriften sind eine im METAFONT-Format vorliegende Schriftsippe zum Satz kyrillischer Schriftzeichen mit TeX und darauf aufbauenden Programmen.
Da sowjetische Linguisten zur Verschriftlichung bisher ungeschriebener Sprachen im Gegensatz zu ihren westlichen Kollegen eher neue Schriftzeichen erfanden, als vorhandene durch Diakritische Zeichen zu verändern, ist der Umfang des kyrillischen Alphabetes inklusive aller Sonderzeichen sehr groß, weil nicht nur die russische Sprache mit kyrillischen Zeichen geschrieben wird. Dies bedingt für den Computerschriftsatz vier verschiedene Eingabekodierungen, mit denen jeweils verschiedene Sprachen gesetzt werden können: T2A, T2B, T2C und X2A.
- Die T2*-Kodierungen enthalten auf den ersten Speicherplätzen zusätzlich die lateinischen Schriftzeichen, sodass mit ihrer Hilfe auch gemischtschriftliche Texte angefertigt werden können. Sie sind nur für jeweils eine Auswahl an Sprachen geeignet, da nicht alle sprachspezifischen Zeichen in jeder Kodierung enthalten sind. Die russische Sprache kann jedoch mit jeder Kodierung gesetzt werden.
- Die X2A-Kodierung dagegen enthält nur die kyrillischen Zeichen, sodass mit ihrer Hilfe sämtliche Sprachen gesetzt werden können, die die Zeichen der kyrillischen Schrift verwenden. Im Gegenzug enthält diese Kodierung jedoch keine lateinischen Schriftzeichen.

Daneben existieren experimentelle Kodierungen wie die T2D-Kodierung, mit deren Hilfe kirchenslawische Texte und Texte in alter russischer oder alter bulgarischer Rechtschreibung gesetzt werden können, was vor allem für Slawisten von Interesse ist.